# Live at the BBC (Free)
Live at the BBC è un doppio CD live dei Free, pubblicato dalla Universal Island Records nel 2006. Registrazioni di vari programmi radiofonici trasmessi dalla BBC dal 1968 al 1971.

## Tracce
Disc One: In Session 1968-1971
1. Waiting on You – 2:17 (Freddie Washington, B.B. King) – Top Gear del 15 luglio 1968
2. Sugar for Mr. Morrison – 3:43 (Andy Fraser, Paul Rodgers) – World Service Rhythm & Blues del 15 novembre 1968
3. I'm a Mover – 3:05 (Andy Fraser, Paul Rodgers) – Top Gear del 17 marzo 1969
4. Over the Green Hills – 3:52 (Paul Rodgers) – Top Gear del 17 marzo 1969
5. Songs of Yesterday – 3:09 (Andy Fraser, Paul Rodgers) – Top Gear del 17 marzo 1969
6. Broad Daylight – 3:19 (Andy Fraser, Paul Rodgers) – Top Gear del 17 marzo 1969
7. Woman – 4:23 (Andy Fraser, Paul Rodgers) – Stuart Henry del 2 dicembre 1969
8. I'll Be Creepin' – 2:44 (Andy Fraser, Paul Rodgers) – Top Gear dell'8 dicembre 1969
9. Trouble on Double Time – 3:51 (Paul Kossoff, Andy Fraser, Simon Kirke, Paul Rodgers) – Top Gear dell'8 dicembre 1969
10. Mouthful of Grass – 4:42 (Andy Fraser, Paul Rodgers) – Top Gear dell'8 dicembre 1969
11. All Right Now – 5:29 (Andy Fraser, Paul Rodgers) – Sounds of the Seventies del 6 aprile del 1970
12. Fire and Water – 3:05 (Andy Fraser, Paul Rodgers) – Sounds of the Seventies del 6 aprile del 1970
13. Be My Friend (Take One) – 6:06 (Andy Fraser, Paul Rodgers) – Sounds of the Seventies del 19 aprile del 1971
14. Be My Friend (Take Two) – 5:37 (Andy Fraser, Paul Rodgers) – Sounds of the Seventies del 19 aprile del 1971
15. Ride on a Pony (Take One) – 0:10 (Andy Fraser, Paul Rodgers) – Sounds of the Seventies del 19 aprile del 1971
16. Ride on a Pony (Take Two) – 4:32 (Andy Fraser, Paul Rodgers) – Sounds of the Seventies del 19 aprile del 1971
17. Ride on a Pony (Take Three) – 1:24 (Andy Fraser, Paul Rodgers) – Sounds of the Seventies del 19 aprile del 1971
18. Ride on a Pony (Take Four) – 0:25 (Andy Fraser, Paul Rodgers) – Sounds of the Seventies del 19 aprile del 1971
19. Ride on a Pony (Take Five) – 4:30 (Andy Fraser, Paul Rodgers) – Sounds of the Seventies del 19 aprile del 1971
20. Get Where I Belong – 3:25 (Andy Fraser, Paul Rodgers) – Sounds of the Seventies del 19 aprile del 1971

Disc Two: In Concert
1. The Hunter – 5:23 (Steve Cropper, Al Jackson, Booker T. Jones, Carson J. Wells, Donald V. Dunn) – John Peel Sunday Concert (15 gennaio 1970)
2. Woman – 4:26 (Andy Fraser, Paul Rodgers) – John Peel Sunday Concert (15 gennaio 1970)
3. Free Me – 7:23 (Andy Fraser, Paul Rodgers) – John Peel Sunday Concert (15 gennaio 1970)
4. Remember – 4:48 (Andy Fraser, Paul Rodgers) – John Peel Sunday Concert (15 gennaio 1970)
5. Fire and Water – 3:58 (Andy Fraser, Paul Rodgers) – John Peel Sunday Concert (2 luglio 1970)
6. Be My Friend – 5:00 (Andy Fraser, Paul Rodgers) – John Peel Sunday Concert (2 luglio 1970)
7. Ride on a Pony – 4:35 (Andy Fraser, Paul Rodgers) – John Peel Sunday Concert (2 luglio 1970)
8. Mr. Big – 6:35 (Paul Kossoff, Andy Fraser, Simon Kirke, Paul Rodgers) – John Peel Sunday Concert (2 luglio 1970)
9. Don't Say You Love Me – 5:26 (Andy Fraser, Paul Rodgers) – John Peel Sunday Concert (2 luglio 1970)
10. Woman – 4:17 (Andy Fraser, Paul Rodgers) – John Peel Sunday Concert (2 luglio 1970)
11. All Right Now – 5:09 (Andy Fraser, Paul Rodgers) – John Peel Sunday Concert (2 luglio 1970)

## Musicisti
- Paul Rodgers - voce, armonica
- Paul Kossoff - chitarra
- Andy Fraser - basso, accompagnamento vocale
- Simon Kirke - batteria
- Bernie Andrews - produttore (Disco uno, brani: 1, 3, 4, 5, 6)
- Jeff Griffin - produttore (Disco uno: brano numero 2 e tutto il Disco due)
- John Walters - produttore (Disco uno, brani: 8, 9 e 10)
- Malcolm Brown - produttore (Disco uno, brani: 7, 11, 12, 13, 14, 15, 16, 17, 18, 19 e 20)